# Lago Rosario
Lago Rosario est une localité d'Argentine, située dans le département de Futaleufú, au nord-ouest de la province de Chubut. 

La localité se trouve à 22 kilomètres au sud-sud-est de Trevelin, sur la rive nord du lac Rosario.

## Population
La localité comptait 456 habitants en 2001, en hausse de 135% par rapport aux 194 personnes recensées en 1991.

## Histoire
Le nom de Lago Rosario provient de la proximité du lac Rosario, sur la rive nord duquel la localité se trouve.
Le 30 avril 1902, les habitants de la localité, qui étaient d'ascendance galloise en majorité, participèrent à un plébiscite par lequel les gouvernements argentin et chilien résolurent un conflit frontalier concernant l'appartenance de cette zone.
En 1937 on délogea des indiens de la Réserve aborigène de Nahuel Pan, située quelque 30 km au nord du lac Rosario, et plus de 300 personnes furent alors expulsées des terres qu'on leur avait concédé en 1908. Ceci amena plusieurs familles ainsi délogées à s'établir à Lago Rosario.